# Куштоган
Куштоган (греч. Κουστουγάνης, тур. Kuştoğan) — вождь туркменского племени чепни. Предположительно, завоевал в XIII веке побережье Понта между Унье и Керасунтом и являлся предком эмиров Халибии.

## Биография
Мало известно о вожде туркменов чепни Куштогане. Он упоминается в источниках единственный раз. По словам Михаила Панарета, в сентябре 1301 года император Алексей напал в Керасунте на туркменское войско некоего «Кустуганеса» (греч. Κουστουγάνης):

6809 г. Император кир-Алексей совершил поход против турок и в Керасунт победил и захватил Кустугана в сентябре месяце; тогда умертвил он много турок.
Дата рождения Куштогана и местонахождение его могилы неизвестны. После поражения и пленения Куштоган был казнён в Керасунте. Победа над Куштоганом отражена в произведениях трапезундских авторов (у придворного поэта Алексея II — Степаноса Сгypопулоса, Григория Хиониада и Виссариона Никейского). Гробница Куштогана, скорее всего, под одним из полуразрушенных куполов в селе Кале Месудиевского района.
Э. Брайер считал Куштогана туркменом Ак-Коюнлу, а Е. Захариаду видела в нём туркмена из Халивии, но писала, что связь между Куштоганом и Байрамом, основателем бейлика Хаджимирогуллары, не установлена. С. Карпов и Р. Шукуров предполагали, что Куштоган — отец Байрама-бея и дед Хаджи Эмира. Турецкий историк Д. Неджати утверждал, что Куштоган, а не Байрам-бей был основателем бейлика. Ф. Эмеджен оспаривал такой вывод.

## Имя
Э. Брайер предположил, что «Кустуганес» — это Кучук-Ага (тур. Küçük-Ağa — маленький ага), эта версия имеет сторонников; Фальмерайер прочёл это имя как «Кусуган» (Kusugan), В. Миллер — как «Кустага» (Koustaga), норвежский тюрколог Б. Брендемон утверждал, что это «Огуз-Доган», Е. Захариаду — «Куч-Доган» (Küç-Doğan). А. Хаханов перевёл имя на русский дословно по звучанию как «Кустуган». С. Карпов и Р. Шукуров читали имя как «Гуч-Туган» (тур. Güç Doğan — «Могучий Сокол») и «Куш Туган» (Kuş Doğan). Ф. Эмеджен оспорил утверждение Р. Шукурова. Турецкие историки Д. Неджати и Ф. Эмеджен утверждают, что «Κουστουγάν» Панарета это «Куштоган» (Kuştoğan). Именно Ф. Эмеджен обосновал, что «Кустуганес» — это Кушдоган.

## Топонимы
В тахрир дефтере (регулярные османские кадастровые обзоры) 1455 года упоминаются деревня Кушдоган (ныне Гёлькёйский район), деревня Куштоган (ныне Тепекёйский район), деревня Куштоган в санджаке Джаник. В тахрир дефтерах 1515 и 1530 годов фиксировалось селение Карье-и Куштоган (тур. Karye-i Kuştoğan) с замком Кушдоган (тур. Kuşdoğan Kalesi). Ещё одно селение с названием Куштоган расположено на побережье западнее Керасунта. Эти названия с небольшими изменениями сохранились до наших дней и, скорее всего, связаны с Куштоганом. Все деревни с названием Куштоган находятся недалеко от побережья. Поскольку завоевание региона туркменами происходило с юга на север (из внутренних районов в сторону побережья), то очевидно, что чепни прибыли в регион задолго до 1300-х годов. Судя по топонимам, с неизвестного времени и до 1301 года владения Куштогана простирались от Унье до Керасунта.